# Carpodacus roborowskii
Carpodacus roborowskii là một loài chim trong họ Fringillidae.